# Одрижинська волость
Одрижинська волость — історична адміністративно-територіальна одиниця Кобринського повіту Гродненської губернії Російської імперії. Волосний центр — село Одрижин.
У наш час більша частина території колишньої волості входять до складу Білорусі, 3 села - Гірки, Люботин, Мукошин - в межах України.
Станом на 1885 рік складалася з 33 поселень, 9 сільських громад. Населення — 3990 осіб (2023 чоловічої статі та 1967 — жіночої), 355 дворових господарств.
|                     | Площа, десятин | У тому числі орної, дес. |
| ------------------- | -------------- | ------------------------ |
| Сільських громад    | 7260           | 3572                     |
| Приватної власності | 21022          | 1106                     |
| Казенної власності  | 1              | 1                        |
| Іншої власності     | 303            | 126                      |
| Загалом             | 28586          | 4805                     |

Основні поселення волості:
- Одрижин — колишнє власницьке село за 86 верст від повітового міста, 353 особи, 33 двори, православна церква, школа, 2 лавки, постоялий дім. За ½ версти — Одрижин, винокурний завод, солодовня, вітряний млин.
- Глинна — колишнє власницьке село, 200 осіб, 16 дворів, православна церква.
- Гнівчиці — колишнє власницьке село, 384 особи, 48 дворів, православна церква, 4 вітряні млини, постоялий дім.
- Гірки — колишнє власницьке село, 432 особи, 52 двори, православна церква.

Інші поселення:
- Баландичі
- Вівневе
- Власовці
- Залядиння
- Корсинь
- Люботин
- Мукошин
- Опадище
- Подище
- Рагодощ
- Смольники
- Стромець

## У складі Польщі
Після анексії Полісся Польщею волость отримала назву ґміна Одрижин. 12 грудня 1920 року увійшла до новоутвореного Дорогичинського повіту.
У січні 1940 р. ґміни ліквідовані у зв'язку з утворенням районів.